# Miotonía congénita
La miotonía congénita, también llamada enfermedad de Thomsen y Becker, es una rara enfermedad congénita y hereditaria que provoca como síntoma principal una relajación muscular lenta. Las primeras manifestaciones aparecen poco después del nacimiento. Se distinguen 2 variantes, la forma de herencia autosómica dominante o enfermedad de Thomsen y la de herencia autosómica recesiva o enfermedad de Becker, esta última tiende a ser más grave.

## Historia
La primera descripción fue realizada por Julius Thomsen en 1876, posteriormente Becker amplió los conocimientos sobre la enfermedad y distinguió las dos variantes hoy reconocidas.

## Descripción y síntomas
El término miotonía se define como la contracción prolongada e involuntaria de los músculos que puede expresarse como falta de relajación tras una contracción voluntaria o bien, como contracción brusca tras un estímulo mecánico. Existen diferentes tipos de miotonía, algunas de las más habituales son la miotonía congénita y la distrofia miotónica de Steinert.
Los primeros síntomas aparecen poco después de nacer, puede observarse por, ejemplo, que los niños tienen dificultad para abrir los ojos, cuando los cierran por un estornudo o golpe de tos. Más adelante existe cierta torpeza de movimiento y dificultad para la marcha por rigidez de las extremidades inferiores, pudiendo presentarse incluso caídas espontáneas. Frecuentemente los síntomas no son muy llamativos lo que dificulta el diagnóstico que en ocasiones no se produce hasta mucho después de presentarse las primeras manifestaciones.

## Frecuencia
Se estima que se presenta un caso por cada entre 10000 y 100000 nacimientos.

## Herencia
Puede heredarse según un patrón autosómico dominante, en cuyo caso se conoce como enfermedad de Thomsen o autosómico recesivo, también llamada enfermedad de Becker.

## Genética
Está causada por una mutación que afecta al gen codifica el canal del cloro (CLCN1).